# Zidani Most–Zágráb–Sziszek-vasútvonal
A Zidani Most–Zágráb–Sziszek-vasútvonal egy 127,5 km hosszúságú nemzetközi vasúti fővonal Zidani Most és Sziszek között. A vasútvonal Szlovéniában 3 kV egyenárammal, Horvátországban 25 kV 50 Hz váltakozó árammal lett villamosítva. Zidani Most és Zágráb között kétvágányú. Nemzetközi kapcsolatot biztosít Ausztria és Szerbia között, a X. számú páneurópai vasúti folyosó része.